# یواس‌اس ارامیس (اس‌پی-۴۱۸)
یواس‌اس ارامیس (اس‌پی-۴۱۸) (به انگلیسی: USS Aramis (SP-418)) یک کشتی بود که طول آن ۱۵۷ فوت ۶ اینچ (۴۸٫۰۱ متر) بود. این کشتی در سال ۱۹۱۶ ساخته شد.